# Fetter Júnior
Adolfo Antônio Fetter Júnior (Pelotas, 21 de janeiro de 1954) é um político brasileiro. É membro do Progressistas (PP).

## Vida pessoal
Graduado em administração de empresas e agronomia, com mestrado e doutorado na área de políticas públicas, é membro de uma importante família de políticos, os "Fetter", versão aportuguesada do sobrenome alemão "Vetter". Seu avô, Adolfo Fetter, foi prefeito de Pelotas; seu pai, Adolfo Antônio Fetter, foi vice-prefeito; e seu tio, Edmar Fetter, foi vice-governador do Rio Grande do Sul.
É casado com a também política Leila Fetter.
Em 8 de dezembro de 2000 lhe foi concedido o título de de “Cidadão Sul-Lourenciano” pela Câmara Municipal de São Lourenço do Sul.

## Carreira política
Foi vereador no município de Pelotas entre 1983 e 1988. Em 1990, foi eleito deputado federal pelo Rio Grande do Sul. Entre 1995 e 1996, assumiu a Secretaria de Desenvolvimento e Assuntos Internacionais do Estado do Rio Grande do Sul, licenciando-se de seu cargo como parlamentar. Em 2004, foi eleito vice-prefeito na chapa de Bernardo de Souza, tornando-se prefeito em 2006, com o afastamento do titular. Foi reeleito em 2008, derrotando o ex-prefeito Fernando Marroni, do Partido dos Trabalhadores, com 56,72% dos votos. Em 2020, se candidatou novamente à prefeitura da cidade, porém ficou em terceiro lugar com 13% dos votos.

## Desempenho em eleições
| Histórico eleitoral de Adolfo Antônio Fetter Júnior | Histórico eleitoral de Adolfo Antônio Fetter Júnior | Histórico eleitoral de Adolfo Antônio Fetter Júnior | Histórico eleitoral de Adolfo Antônio Fetter Júnior | Histórico eleitoral de Adolfo Antônio Fetter Júnior        | Histórico eleitoral de Adolfo Antônio Fetter Júnior | Histórico eleitoral de Adolfo Antônio Fetter Júnior | Histórico eleitoral de Adolfo Antônio Fetter Júnior | Histórico eleitoral de Adolfo Antônio Fetter Júnior |
| Ano                                                 | Eleição                                             | Cargo                                               | Partido                                             | Coligação                                                  | Votos                                               | %                                                   | Resultado                                           |                                                     |
| --------------------------------------------------- | --------------------------------------------------- | --------------------------------------------------- | --------------------------------------------------- | ---------------------------------------------------------- | --------------------------------------------------- | --------------------------------------------------- | --------------------------------------------------- | --------------------------------------------------- |
| 1982                                                | Municipal de Pelotas                                | Vereador                                            | PDS                                                 | —                                                          | 3.466                                               | 3,3                                                 | Eleito (3º mais votado)                             |                                                     |
| 1988                                                | Municipal de Pelotas                                | Prefeito                                            | PDS                                                 | "Ação Democrática Popular" (PDS/PFL/PL)                    | 35.307                                              | 25,5                                                | Não eleito (2º colocado)                            |                                                     |
| 1990                                                | Estadual do Rio Grande do Sul                       | Deputado Federal                                    | PDS                                                 | —                                                          | 37.989                                              | 1,3                                                 | Eleito (15º mais votado)                            |                                                     |
| 1994                                                | Estadual do Rio Grande do Sul                       | Deputado Federal                                    | PPR                                                 | PPR/PFL                                                    | 46.748                                              | 1,3                                                 | Eleito (14º mais votado)                            |                                                     |
| 1998                                                | Estadual do Rio Grande do Sul                       | Deputado Federal                                    | PPB                                                 | PPB/PL                                                     | 68.444                                              | 1,4                                                 | Eleito (13º mais votado)                            |                                                     |
| 2002                                                | Estadual do Rio Grande do Sul                       | Deputado Federal                                    | PPB                                                 | —                                                          | 75.986                                              | 1,3                                                 | Suplente (27º mais votado)                          |                                                     |
| 2004                                                | Municipal de Pelotas                                | Vice-Prefeito                                       | PP                                                  | "Unidos Por Pelotas" (PPS/PP/PTB/PV)                       | 100.088                                             | 52,4                                                | Eleito (2º Turno)                                   |                                                     |
| 2008                                                | Municipal de Pelotas                                | Prefeito                                            | PP                                                  | "Pelotas em Boas Mãos" (PP/PPS/PTB/PRB/PR)                 | 109.011                                             | 56,7                                                | Eleito (2º Turno)                                   |                                                     |
| 2014                                                | Estadual do Rio Grande do Sul                       | Deputado Estadual                                   | PP                                                  | —                                                          | 18.454                                              | 0,3                                                 | Suplente (96º mais votado)                          |                                                     |
| 2020                                                | Municipal de Pelotas                                | Prefeito                                            | PP                                                  | "Juntos Por Pelotas" (PP/Cidadania/Avante/PTC/PV/PSC/PROS) | 21.532                                              | 13,6                                                | Não eleito (3º colocado)                            |                                                     |